# Silene andicola
Silene andicola är en nejlikväxtart som beskrevs av John Gillies. 
Silene andicola ingår i släktet glimmar och familjen nejlikväxter. Inga underarter finns listade i Catalogue of Life.